# پسران خوابگاه دختران
پسران خوابگاه دختران (به انگلیسی: Sorority Boys) فیلمی محصول سال ۲۰۰۲ و به کارگردانی والاس وولدراسکی است. در این فیلم بازیگرانی همچون بری واتسون، مایکل روزنبام، هارلند ویلیامز، ملیسا سیجمیلر، آنتونی دنمان، برد بیر، هتر ماتارازو، ایوون شو، عمر بنسون میلر، پیتر اسکولاری، بری ترنر، مارک متکلف، استیفن فورست، جان ورنن و برایان پوسن ایفای نقش کرده‌اند.